# Bédée
Bédée (bret. Bezeg) – miejscowość i gmina we Francji, w regionie Bretania, w departamencie Ille-et-Vilaine.
Według danych na rok 1990 gminę zamieszkiwało 2970 osób, a gęstość zaludnienia wynosiła 76 osób/km² (wśród 1269 gmin Bretanii Bédée plasuje się na 187. miejscu pod względem liczby ludności, natomiast pod względem powierzchni na miejscu 158.).